# Frank Kabui
Sir Frank Utu Ofragioro Kabul OBE (Suluagwari, 20 de abril de 1946) é um político das Ilhas Salomão. Frank foi nomeado governador geral de seu país em 2009.